# Strezovce (Kosovska Kamenica)
Pour l’article homonyme, voir Strezovce.
Strezoc en albanais et Strezovce en serbe latin (en serbe cyrillique : Стрезовце) est une localité du Kosovo située dans la commune/municipalité de Kamenicë/Kosovska Kamenica, district de Gjilan/Gnjilane (Kosovo) ou district de Kosovo-Pomoravlje (Serbie). Selon le recensement kosovar de 2011, elle compte 276 habitants.

## Histoire
Dans le village, la maison de Mulla Sherif est proposée pour une inscription sur la liste des monuments culturels du Kosovo.

## Démographie

### Évolution historique de la population dans la localité
| 1948 | 1953 | 1961 | 1971 | 1981 | 1991 | 2011 |
| ---- | ---- | ---- | ---- | ---- | ---- | ---- |
| 418  | 542  | 641  | 708  | 701  | 732  | 276  |

|  |

### Répartition de la population par nationalités (2011)
En 2011, les Albanais représentaient 63,77 % de la population et les Serbes 35,87 %.